# Tokyo Mew Mew
Tokyo Mew Mew (Nhật: 東京ミュウミュウ Hepburn: Tōkyō Myū Myū) là một bộ shōjo manga của Nhật Bản do Yoshida Reiko đảm nhiệm phần nội dung và Ikumi Mia minh họa. Trên kênh BiBi, bộ phim có tên tiếng Việt là Chú mèo Tokyo. Manga Tokyo Mew Mew được đăng trên tạp chí Nakayoshi từ tháng 9 năm 2000 đến tháng 2 năm 2003 và sau đó được nhà xuất bản Kodansha phát hành trong 7 tập tankōbon từ tháng 4 năm 2003 đến tháng 5 năm 2004. Nội dung của Tokyo Mew Mew xoay quanh 5 cô gái vô tình mang trong người DNA của những sinh vật bị đe dọa tuyệt chủng, vì vậy họ có khả năng biến thành dạng siêu nhân "Mew Mew". Nhiệm vụ của nhóm Mew Mew - lãnh đạo bởi Momomiya Ichigo - là phải bảo vệ Trái Đất trước cuộc xâm lăng của những người ngoài hành tinh.
Tokyo Mew Mew nhanh chóng được chuyển thể thành 52 tập phim anime bởi hãng Studio Pierrot. Anime được phát sóng lần đầu ở Nhật Bản từ ngày 6 tháng 4 năm 2002 đến ngày 29 tháng 3 năm 2003 trên các kênh TV Aichi và TV Tokyo. Một loạt anime truyền hình mới có tên Tokyo Mew Mew Mew dự kiến phát sóng vào ngày 6 tháng 7 năm 2022. Phần tiếp theo của Tokyo Mew Mew là manga Tokyo Mew Mew a la Mode, được đăng trên tạp chí Nakayoshi từ tháng 4 năm 2003 đến tháng 2 năm 2004. Một nhân vật mới xuất hiện trong Tokyo Mew Mew a la Mode: Shirayuki Berī, cô trở thành người lãnh đạo tạm thời cho nhóm Mew Mew khi Momomiya Ichigo đi vắng. Hai game video đã được sản xuất dựa trên manga và anime Tokyo Mew Mew: một game giải đố phiêu lưu dành cho hệ máy Game Boy Advance và một game nhập vai console dành cho hệ máy PlayStation. Tokyopop giữ bản quyền phát hành phiên bản tiếng Anh của Tokyo Mew Mew và Tokyo Mew Mew a la Mode. Còn người giữ bản quyền phát hành phiên bản tiếng Anh của anime tại Bắc Mỹ là hãng 4Kids Entertainment. Các tập anime phiên bản tiếng Anh đã bị biên tập, cắt sửa khá nhiều. 23 tập phim Mew Mew Power (tên của Tokyo Mew Mew phiên bản tiếng Anh) được phát sóng trên kênh 4Kids TV ở Hoa Kỳ và 26 tập được phát sóng trên kênh YTV ở Canada. 26 tập còn lại của anime đã không được phát sóng trên kênh 4Kids TV do hãng 4Kids Entertainment đã không thể mua bản quyền phát sóng các tập này. Và 4Kids cũng chưa phát hành Tokyo Mew Mew dưới dạng home video - tức là dưới dạng băng video hay đĩa CD, DVD.
Tokyo Mew Mew được những độc giả sử dụng tiếng Anh đánh giá tốt, một số tập manga nằm trong danh sách 50 tập truyện tranh bán chạy nhất trong tháng nó được phát hành. Những nhà phê bình đánh giá manga rất "dễ thương" và thú vị với phong cách "dòng chảy tự do" và với cách thiết kế nhân vật. Tokyo Mew Mew a la mode được đánh giá là phần kế tiếp thành công của manga gốc nhưng cũng bị phê bình là không đem lại được gì mới mẻ cho độc giả. Anime cũng được đánh giá cao khi phát sóng tại Nhật Bản dẫn đến sự ra đời của nhiều sản phẩm ăn theo. Bất chấp việc biên tập, cắt sửa quá đáng các yếu tố Nhật Bản của phiên bản gốc của hãng 4Kids, chương trình chiếu phiên bản tiếng Anh Mew Mew Power được đánh giá cao nhất trong số những show phát sóng của 4Kids. Và bản thân Mew Mew Power được mua bản quyền phát hành ở một số quốc gia thay cho phiên bản gốc tiếng Nhật.

## Nội dung

### Phần đầu
Vào đầu truyện, một nữ sinh mang tên Momomiya Ichigo tham gia một buổi triển lãm về các sinh vật đang bị đe dọa tuyệt chủng với người bạn học mà cô thầm thương, Aoyama Masaya. Một trận động đất xảy ra và một luồng sáng kỳ lạ chiếu vào Ichigo cùng với bốn cô gái khác. Tiếp đó một chú mèo xuất hiện và nhập vào cơ thể Ichigo. Ngày hôm sau cô đột nhiên có những hành động, thái độ giống như mèo, ví dụ như Ichigo đột nhiên chộp lấy con cá trong căng tin, hoặc khi Ichigo ngã từ trên cao xuống thì cô tiếp đất an toàn, không bị thương tích. Sau đó Ichigo gặp Shirogane Ryō và Akasaka Keiichirō, họ cho cô biết được cơ thể của mình đã nhận DNA của loài mèo núi Iriomote, vì vậy cô có khả năng biến thành một nekomimi Mew Ichigo với những siêu năng lực đặc biệt. Nhiệm vụ của Ichigo là phải tiêu diệt các chimera, những sinh vật ký sinh có nguồn gốc bên ngoài Trái Đất có khả năng xâm nhập vào các loài vật và biến chúng thành những con quái thú khủng khiếp. Ryō và Keiichirō cũng ra chỉ thị Ichigo tìm thêm bốn thành viên còn lại trong nhóm Mew Mew - những người bị luồng ánh sáng kỳ lạ chiếu vào trong trận động đất hôm nọ. Bốn người đó là Aizawa Minto, một tiểu thư đỏng đảnh con nhà giàu có, người mang DNA của một con vẹt Lorikeet lông xanh đậm; Midorikawa Retasu, một cô gái mang trong mình DNA của loài cá heo không vây; cô bé Hoàng Bộ Linh, người mang một nửa dòng máu Trung Hoa và DNA của loài khỉ mặt sư tử lông vàng; và Fujiwara Zakuro, một tín đồ Thiên chúa giáo và là người mẫu chuyên nghiệp, ca sĩvà cũng là idol của Aizawa Minto, mang trong mình DNA của loài sói Nhật Bản.
Năm thành viên của nhóm Mew Mews phải chiến đấu thường xuyên với những sinh vật chimera và kẻ điều khiển chúng, những người ngoài hành tinh Quiche, Pie và Tart. Trong số ba người này, Quiche nảy sinh tình cảm với Ichigo và chính miệng anh ta thừa nhận điều này; anh cũng tìm mọi cách để giành được trái tim của Ichigo bất chấp nhiệm vụ của anh ta là tiêu diệt nhóm Mew Mew. Hai người kia, Pie và Tart, về sau cũng tham gia vào âm mưu tiêu diệt những Mew Mew của Quiche.
Cuộc chiến càng về sau càng trở nên ác liệt, vì vậy nhóm Mew Mew nhận chỉ thị phải tìm bằng được chất lỏng "mew aqua", một loại chất liệu chế tạo từ nước tinh khiết với khả năng chứa đựng một sức mạnh to lớn, vật liệu này sẽ rất có lợi cho các Mew Mew khi chiến đấu.Trong một trận giao đấu với Quiche, khi Ichigo đang trong tình thế nghìn cân treo sợi tóc, một nhân vật bí ẩn mang tên Hiệp sĩ Xanh (Blue Knight) đột nhiên xuất hiện và giải cứu Ichigo. Nhận vật này cũng đều đặn xuất hiện trong các tập sau của truyện, anh đã nhiều lần cứu Ichigo khỏi những tình huống nguy hiểm. Về sau, mọi người phát hiện ra Hiệp sĩ Xanh thật ra chính là Masaya, người bạn trai mà Ichigo thầm thương. Không lâu sau phát hiện này, cơ thể Masaya bỗng đổ gục xuống và một lần nữa lại biến đổi, nhưng không phải thành Hiệp sĩ Xanh mà thành Deep Blue — kẻ cầm đầu nhóm người ngoài hành tinh âm mưu tiêu diệt loài người. Deep Blue giải thích với nhóm Mew Mew rằng, Masaya thật ra chỉ là một vỏ bọc tạm thời để y có thể an toàn ẩn thân tại Trái Đất, và đây là lúc y xuất hiện để thực hiện mưu đồ của mình. Nói xong, Deep Blue tấn công nhóm Mew Mew hòng tiêu diệt họ. Tuy nhiên, phần tính cách lương thiện của Masaya trỗi dậy và anh dùng sức mạnh của giọt chất lỏng aqua rơi gần đó để tiêu diệt Deep Blue, đồng thời anh cũng mất luôn mạng sống của mình vì việc đó. Ichigo òa khóc trước cái chết của Masaya, và dùng toàn bộ sức mạnh của mình để hồi sinh Masaya, nhưng vì việc đó cô cũng đã phải hy sinh tính mạng của mình. Lúc này Masaya hôn Ichigo, trở về hình dạng con người và hồi sinh cô. Cuối cùng, Ryō đưa cho Pie phần chất lỏng mew aqua còn lại để anh cứu lấy những đồng loại người ngoài hành tinh của mình; sau đó Quiche, Pie, Tart chào tạm biệt mọi người để trở về thế giới của họ.

### Tokyo Mew Mew a La Mode
Trong phần tiếp theo của truyện, Tokyo Mew Mew a La Mode, Ichigo và Masaya đến Anh quốc để học về các loài sinh vật bị đe dọa tuyệt chủng. Trong khi đó, các thành viên còn lại của nhóm Mew Mew tiếp tục công việc tiễu trừ các chimera còn sót lại trên Trái Đất. Lúc này một kẻ thù mới của nhóm Mew Mew xuất hiện, lực lượng Thập tự quân Thánh Rose (Saint Rose Crusaders). Họ là những siêu nhân có những sức mạnh đặc biệt, có âm mưu chinh phục thế giới và thiết lập nên một xã hội không tưởng. Lúc này, nhóm Mew Mew kết nạp thêm một thành viên mới: Shirayuki Berī, cô cũng trở thành người lãnh đạo tạm thời của nhóm khi Ichigo vắng mặt. Shirayuki Berī là Mew Mew đầu tiên mang trong người DNA của hai loài sinh vật (đang bị đe dọa tuyệt chủng) khác nhau: mèo núi dãy Andes và thỏ Amami. Là một trong những Mew Mew mạnh nhất, cho nên Berī đã lọt vào tầm ngắm của hai thành viên Thập tự quân - kẻ đã tấn công cô tại trường học. Lúc này, Ichigo cũng trở về Nhật Bản để giúp đỡ mọi người chiến đấu lại nhóm Thập tự quân. Trong nỗ lực cuối cùng hòng chinh phục thế giới, hai thành viên Thập tự quân đã thôi miên toàn bộ cư dân Tokyo và ra lệnh cho họ tấn công nhóm Mew Mew. Berī và Meguro Tasuku người bạn thân thời thơ ấu của mình, sử dụng tình cảm nảy sinh giữa họ để vô hiệu hóa thuật thôi miên của nhóm Thập tự quân và làm thay đổi cả trái tim của họ.

## Lịch sử tác phẩm
Tokyo Mew Mew ban đầu được các tác giả sáng tác và sửa chữa trong vòng một năm, sau đó mới xuất bản vào tháng 2 năm 2001. Nguyên bản của nó là manga Tokyo Black Cat Girl của Ikumi Mia, nói về một công chúa tên là Akumi, được anh cảnh sát vũ trụ Masha giao cho khả năng biến thành mèo với đề nghị chiến đấu chống lại một người ngoài hành tinh tên là Baku. Sau đó, nhóm phát triển quyết định kết số nhân vật chính là 5, đồng thời, Mia được yêu cầu có những thay đổi về nhân vật chính nhất. Tuy nhiên tác giả tỏ ra khá e dè, bởi vì nếu thay đổi theo đề nghị thì sẽ làm mất sự kịch tính mà Mia dự định trong tác phẩm ban đầu.
Thấy Tokyo Mew Mew là một dự án có tương lai, hãng sản xuất Kodansha đã thuê Yoshida Reiko đảm nhận phần nội dung kiêm việc giám sát tiến độ. Nhiệm vụ của Reiko là cùng với hai biên tập viên nữa viết phần nội dung cho từng tập, dựng bố cục và viết lời thoại. Còn Mia thì làm phần vẽ tranh, thêm các ý tưởng của mình, bổ sung và hoàn chỉnh bản viết tay đầu tiên của tác phẩm, sau đó đưa lên nhà xuất bản xem xét. Điều này hơi khác với cách làm truyền thống, tức là các mangaka kiêm cả vẽ tranh, viết kịch bản và lời thoại cho tác phẩm rồi sau đó mới đưa cho các biên tập viên chỉnh sửa.
Sau khi tập 1 manga Tokyo Mew Mew ra mắt độc giả, một lễ hội Tokyo Mew Mew kéo dài hai ngày cũng được tổ chức trong Tuần Lễ Vàng. Lễ hội bao gồm buổi triển lãm nghệ thuật về tác phẩm kèm theo các món quà lưu niệm khác. Tác giả Ikumi Mia đã thiết kế một áp phích đặc biệt trong buổi lễ, trong áp phích có đầy đủ 12 nhân vật chính của tác phẩm. Mia cũng là cosplay của hai nhân vật Midorikawa Retasu và Aizawa Minto.

## Phát hành

### Manga
Do Yoshida Reiko đảm nhiệm phần nội dung và Ikumi Mia phụ trách phần minh họa, Tokyo Mew Mew được đăng lần đầu tiên trên tạp chí Nakayoshi từ tháng 9 năm 2000 đến tháng 2 năm 2003. Tổng cộng 29 chương truyện được đóng thành 7 tập tankobon do Kodansha xuất bản. Tập truyện đầu tiên được phát hành vào ngày 1 tháng 2 năm 2001, còn tập cuối ra mắt độc giả vào ngày 4 tháng 4 năm 2003. Vào tháng 4 năm 2003, Tokyo Mew Mew a la Mode - phần tiếp theo của loạt truyện Tokyo Mew Mew được đăng trên tạp chí Nakayoshi. Tokyo Mew Mew a la Mode - chỉ được viết bởi một tác giả duy nhất là Ikumi Mia - được đăng trên Nakayoshi cho đến tháng 2 năm 2004 và được đóng thành 2 tập tankōbon.
Tokyo Mew Mew và Tokyo Mew Mew a la Mode được mua bản quyền và xuất bản bằng tiếng Anh ở Bắc Mỹ bởi hãng Tokyopop. Tập 1 của phiên bản tiếng Anh được phát hành vào ngày 8 tháng 4 năm 2004, sau đó cứ mỗi tháng một tập Tokyo Mew Mew được phát hành. Tập cuối (tập 7) ra mắt độc giả vào ngày 5 tháng 11 năm 2004. Hai tập truyện Tokyo Mew Mew a la Mode được xuất bản một năm sau đó, với tập 1 ra mắt độc giả vào ngày 7 tháng 6 năm 2005 và tập 2 được phát hành vào ngày 8 tháng 12 năm 2006. Trái với bản gốc tiếng Nhật, các chương truyện trong phiên bản tiếng Anh đều được Tokyopop đặt tên. Phiên bản tiếng Anh của Tokyo Mew Mew cũng được mua bản quyền và xuất bản tại Singapore bởi Nhà xuất bản Sáng Nghệ. Carlsen Comics cũng đã phát hành các phiên bản tiếng Đức, tiếng Đan Mạch và tiếng Thụy Điển của Tokyo Mew Mew thông qua các chi nhánh của nó. Các nhà xuất bản Pika Édition của Pháp và Japonica Polonica Fantastica của Ba Lan cũng mua bản quyền và phát hành các phiên bản ngôn ngữ địa phương của manga tại Pháp và Ba Lan. Tokyo Mew Mew cũng là một trong những manga đầu tiên có phiên bản tiếng Tây Ban Nha phát hành tại Bắc Mỹ bởi Public Square Books.

### Anime
Anime Tokyo Mew Mew được hãng Studio Pierrot sản xuất và Abe Noriyuki đảm nhiệm vai trò đạo diễn, kéo dài năm mươi hai tập. Anime được phát sóng trên kênh TV Aichi và TV Tokyo từ ngày 6 tháng 4 năm 2002 đến ngày 29 tháng 3 năm 2003. Phần lớn các bản nhạc trong Tokyo Mew Mew do Yoshimura Shin sản xuất và do Takayuki Negishi soạn nhạc. Hai trong số đó cũng được dùng cho loạt anime: bài hát mở đầu My Sweer Heart (thể hiện bởi Komatsu Rika) và bài hát kết thúc Koi wa A La Mode (thể hiện bởi năm diễn viên lồng tiếng cho các nhân vật trong nhóm Mew Mew). Tại Nhật Bản, Tokyo Mew Mew được phát hành dưới dạng 9 đĩa DVD vùng 2. Đĩa DVD thứ 9 có bổ sung thêm một phần nội dung nữa.
Một loạt anime truyền hình mới có tên Tokyo Mew Mew New được sản xuất để kỉ niệm 20 năm sáng tác manga, phát sóng trên kênh TV Tokyo từ ngày 6 tháng 7 năm 2022. Anime được đạo diễn bởi Natori Takahiro và được sản xuất bởi hai hãng Yumeta Company & Graphinica.
Phiên bản tiếng Anh của anime Tokyo Mew Mew được mua bản quyền và phát hành bởi hãng 4Kids Entertainment. 4Kids đã thông báo rằng họ sẽ đổi tên thành Hollywood Mew Mew và anime sẽ chỉnh sửa nhiều so với bản gốc, để khán giả không thể nhận ra nguồn gốc Nhật Bản của anime. Sau đó 4Kids lại đổi tên anime vài lần, ban đầu thành The Mew Mews, sau đổi thành tên gốc Tokyo Mew Mew, và cuối cùng là Mew Mew Power. Khi anime phát sóng lần đầu trên kênh Fox Kids vào ngày 19 tháng 2 năm 2005, tên của anime trở thành Mew Mew Power. Tên nhân vật và tên tập phim bị thay đổi, một số cảnh bị cắt và cốt truyện được chỉnh sửa đôi chút. Các bản nhạc của phim cũng bị thay đổi và bài hát mở đầu của anime gốc bị thay bằng bài Team Up do Bree Sharp thể hiện Nhưng Mew Mew Power chỉ phát sóng được 23 tập tại Hoa Kỳ rồi đình lại do 4Kids không nhận được các tập còn lại của anime Các tập anime Mew Mew Power cũng được phát sóng trên kênh YTV ở Canada và kênh truyền hình vệ tinh Pop Girl của Vương quốc Anh; điều đáng chú ý là có ba tập anime không được phát sóng tại Hoa Kỳ nhưng vẫn xuất hiện trong loạt phát sóng của hai kênh này
Mặc dù Mew Mew Power chưa bao giờ được phát hành dưới dạng home video ở Bắc Mỹ, mười tập anime đã được phát hành dưới dạng đĩa DVD vùng 4 tại Úc và Tân Tây Lan bởi hãng Magna Pacific và toàn bộ 26 tập anime phiên bản tiếng Anh đã được phát hành dưới dạng DVD vùng 2 tại Nam Phi. Tại Pháp, Mew Mew Power được Arès Films mua bản quyền và phát sóng ở các vùng địa phương. Chín tập anime được phát hành dưới dạng đĩa DVD vào tháng 2 năm 2006 và một volume được phát hành thông qua Warner Home Vidéo France. Arès Film cũng đã mua bản quyền 26 tập còn lại (mà 4Kids chưa có) và phát hành dưới dạng bộ đĩa DVD thông qua AK Vidéo.
Ở Việt Nam, anime Tokyo Mew Mew đã được phát sóng trên kênh BiBi với tên Chú mèo Tokyo.

### Game video

Hình bìa game Tokyo Mew Mew phát hành ở Nhật Bản vào ngày 5 tháng 12 năm 2002. Trong hình, nhân vật Mew Mew mới, Mew Ringo - do tác giả Ikumi Mia thiết kế đặc biệt cho game - đứng bên cạnh 5 thành viên chính của nhóm Mew Mew.

Hai game video dựa trên Tokyo Mew Mew được hãng Takara phát hành vào năm 2002.
Game đầu tiên, Hamepane Tōkyō Myū Myū (はめパネ 東京ミュウミュウ) - một game giải đố và phiêu lưu dành cho hệ máy Game Boy Advance - được phát hành ở Nhật Bản vào ngày 11 tháng 7 năm 2002.
Game thứ hai, Tōkyō Myū Myū – Tōjō Shin Myū Myū! – Minna Issho ni Gohōshi Suru Nyan (東京ミュウミュウ 登場 新ミュウミュウ! みんないっしょにご奉仕するにゃん) cũng được phát hành ở Nhật Bản vào ngày 5 tháng 12 năm 2002. Đây là một game nhập vai theo lượt dành cho hệ máy PlayStation. Trong game này, người chơi điều khiển một nhân vật Mew Mew hoàn toàn mới - Akai Ringo (赤井 りんご) - cùng với năm nhân vật Mew Mew cũ bảo vệ hòn đảo của Ringo trước sự tấn công của Kish, đám chimera và một người ngoài hành tinh mới tên là Gatō dyu Rowa (ガトー·デュ·ロワ). Ringo và Gatō là hai nhận vật được Ikumi Mia tạo riêng cho trò chơi theo sự chỉ định và gợi ý của hãng Takara. Các diễn viên lồng tiếng cho game cũng chính là diễn viên lồng tiếng cho anime, còn hai nhân vật mới lần lượt do Kawata Taeko và Okiayu Ryōtarō đảm nhiệm. Ikumi rất hài lòng với hai nhân vật mới này, cô từng bộc lộ ý định sẽ cho Ringo làm một trong những nhân vật chính trong loạt những manga sắp tới. Sau này nhân vật Ringo xuất hiện trong chương bonus Petite Mew Mew của tập 2 loạt manga Tokyo Mew Mew a la Mode.

### CD
Nhiều đĩa CD nhạc và nhạc phim của Tokyo Mew Mew đã được phát hành vởi hãng King Records. CD đầu tiên là một đĩa đơn, nội dung gồm phiên bản đầy đủ và phiên bản karaoke của bài "Koi wa A La Mode" thể hiện bởi năm seiyū lồng tiếng cho năm nhân vật Mew Mews; cùng với một bài hát thứ hai do Nakajima Saki, diễn viên lồng tiếng cho nhân vật Ichigo thể hiện.
Ngày 24 tháng 7 năm 2002, một bộ năm đĩa CD Phiên bản đặc biệt có số lượng giới hạn (limited edition) với nội dung là bài hát riêng của mỗi nhân vật trong nhóm Mew Mew, thể hiện bởi các diễn viên lồng tiếng của mỗi nhân vật cùng với một bản phối lại của bài hát "Koi wa A La Mode." Những đĩa CD với nội dung gồm các bài hát riêng của từng nhân vật trong anime được phát hành riêng rẽ vào ngày 4 tháng 9 năm 2002. Một bộ đĩa CD khác, nội dung gồm phiên bản làm lại của hai bài hát trong mỗi album được phát hành vào ngày 25 tháng 12 cùng năm. Một đĩa CD dành riêng cho các bài hát của nhân vật Ichigo, bao gồm 5 bài hát thể hiện bởi diễn viên lồng tiếng Nakajima được phát hành vào ngày 26 tháng 2 năm 2003.
Đĩa nhạc phim hoàn chỉnh đầu tiên, Tokyo Mew Mew Original Soundtrack, được NEC phát hành vào ngày 25 tháng 9 năm 2002. Đĩa nhạc bao gồm bài hát mở đầu và bài hát kết thúc cùng với 27 bản nhạc nền của anime. NEC cũng phát hành đĩa nhạc phim thứ hai vào ngày 22 tháng 1 năm 2003, với nội dung gồm bài hát mở đầu, kết thúc cộng thêm 29 bản nhạc nền của phim. Ngày 26 tháng 3 năm 2003, những đĩa CD "tốt nhất" được phát hành cho loạt anime Tokyo Mew Mew Super Best Hit – Cafe Mew Mew side và Tokyo Mew Mew Super Best Hit – Tokyo Mew Mew side. Mỗi đĩa nhạc có nội dung gồm 10 trong số các bản nhạc "thịnh hành nhất" của anime.

## Đánh giá
Loạt truyện Tokyo Mew Mew được cộng đồng khán giả và độc giả nói tiếng Anh đón nhận nồng nhiệt. Manga tập 1 có doanh số bán ra lên tới 1.597 bản vào tháng 3 và 1.746 bản vào tháng 4 năm 2003. Điều này khiến tập 1 của manga lọt vào tốp 50 những tập truyện tranh có doanh số bán ra cao nhất trong tháng (hạng 45/50 trong tháng 3 và hạng 44/50 trong tháng 4). Đến năm 2004, khi phần lớn loạt truyện đã được phát hành, Tokyo Mew Mew trở thành một thành công lớn của Tokyopop. Tokyo Mew Mew được xếp hạng 16 trong số 50 manga bán chạy nhất vào quý 1 năm 2004 trong danh sách ICv2 Retailers Guide to Anime/Manga, dựa trên doanh số tại các nhà sách lớn cũng như tại các tiệm bán truyện tranh nhỏ. Doanh số của tập 16 và 17 có sụt giảm, nhưng hai tập manga này vẫn nằm trong số 100 truyện tranh bán chạy nhất trong tháng 3 và tháng 5 năm 2004. Còn tập 1 của truyện Tokyo Mew Mew a la Mode đứng hạng thứ 63 trong số 100 truyện tranh bán chạy vào tháng 5 năm 2005, với doanh số 1699 bản, gần gấp đôi doanh số tập cuối của Tokyo Mew Mew gốc. Theo biểu đồ Nielsen Bookscan, tập 1 Tokyo Mew Mew a la Mode ban đầu nằm ở hạng 39 nhưng nhanh chóng vươn lên hạng 14. Tập 2 Tokyo Mew Mew a la Mode cũng gặt hái được thành công tương tự (từ hạng 69 leo lên hạng 12), nhờ sự trình chiếu anime Mew Mew Power trên kênh 4Kids TV.
Tokyo Mew Mew được nhiều nhà phê bình đánh giá tốt, họ nhận xét rằng tác phẩm khá thú vị và dễ thương. Mặc dù Patrick King của tạp chí AnimeFringe chú ý rằng Tokyo Mew Mew không phải là bộ truyện quá thông thái và nó đã tránh né những nội dung phức tạp, ông cũng khen ngợi tác phẩm là một "viên kẹo trí óc" đáng say mê và là "tác phẩm hành động-lãng mạn ủy mị" không "thần tượng hóa nhân vật" nào. Các nhà phê bình đánh giá cao tính thẫm mĩ của nét vẽ của cả Tokyo Mew Mew lẫn Tokyo Mew Mew a La Mode. Phong cách vẽ "dòng chảy tự do" (free flowing) và cách thiết kế nhân vật của Ikumi Mika được đánh giá là sự thành công rất hoàn hảo của loạt truyện. Những ý kiến chỉ trích tập trung vào việc hình ảnh trong manga thường xuyên bị vẽ tràn ra ngoài khung tranh và cách bố trí ô lời thoại rất nhập nhằng và mơ hồ. Patrick King của Animefringe còn nói: "một trong những khía cạnh hấp dẫn nhất của Tokyo Mew Mew là phong cách nghệ thuật siêu dễ thương của Mia Ikumi. Mắt to, tai mèo, đuôi xù, và váy ngắn kết hợp lại với nhau thành một tổ hợp cực kỳ xinh xắn khó mà cưỡng nỗi." Theo Carlos Santos của Anime News Network, "Nét vẽ của Mia Ikumi vô cùng phù hợp với câu chuyện, và nó không chỉ bao gồm những thứ mỏng mảnh và lăn tăn như các tác phẩm shōjo khác. Cũng như nhiều manga-ka đang nổi khác, điểm mạnh nhất của Ikumi là trong việc khắc họa hình ảnh tư thế nhân vật một cách kỹ lưỡng, và cách sử dụng tông màu phong phú tạo ra các hiệu ứng đặc sắc mà vẫn tránh được những khó khăn từ cảnh nền." Ngược lại, khi viết cho Manga: The Complete Guide, Shaenon Garrity phê bình bộ truyện, gọi nó là "thiếu cảm hứng", "nhạt nhẽo" và "phá sản một cách sáng tạo" và cho rằng nó "được nhà sản xuất cố tình thiết kế để cưỡi trên cơn sóng thần của các cô gái pháp thuật với tất cả những gì đáng giá: phần ghi chú lề của người viết đầy những tham chiếu đến chữ ký trong sách, ảnh chụp, và người mẫu ăn mặc như những anh hùng nhỏ tuổi." Đồng thời, Mia cũng bị chê về việc sử dụng không phù hợp yếu tố "các sinh vật bị đe dọa tuyệt chủng", giống như là đang lên lớp cho người đọc về một bài giảng về môi trường.
Nhìn chung Tokyo Mew Mew a La Mode nhận được nhiều ý kiến đánh giá khác nhau. Các nhà phê bình đánh giá cao việc manga này trở thành một manga hiện đại điển hình cho thể loại mahō shōjō, đồng thời nêu bật những ưu điểm và khuyết điểm của nó Nhà phê bình Mike Dungan của Mania Entertainment cho rằng manga gốc "rất có sức quyến rũ" còn a la Mode là một phiên bản nối tiếp thành công của loạt truyện với sự vui tươi và kịch tính giống như manga gốc. Những ý kiến khác cho rằng nhân vật Berry chỉ là một nhân vật nữ anh hùng quá hời hợt, nông cạn và Tokyo Mew Mew a La Mode không đem lại gì mới mẻ cho độc giả với bộ trang phục Saint Rose Crusader hầu như chỉ là sự vay mượn từ tác phẩm Thủy thủ mặt trăng (Sailor Moon). A la Mode cũng bị chỉ trích vì nhân vật Duke mặc chiếc áo choàng trắng giống như tổ chức khủng bố Ku Klux Klan ngày xưa Garrity cho rằng a La Mode là một phương tiện thể hiện ý thích của người hâm mộ và ăn theo Tokyo Mew Mew và nhân vật Berry là "nhân vật chính thỏa mãn mọi ước muốn".
Tokyo Mew Mew đã được so sánh với Thủy thủ Mặt Trăng vì cả hai đều có nhân vật chính diện là phụ nữ, đểu có năm thành viên chính với trang phục và sức mạnh đặc trưng, và có mạch truyện gần như nhau. Tokyo Mew Mew được đánh giá tốt ở Nhật Bản và bán được nhiều loại hàng hóa ăn theo cùng các hoạt động tiếp thị để quảng bá cho manga Khi 4Kids thông báo việc họ đã mua bản quyền phát sóng anime nhưng đã biên tập, cắt bớt, những người hâm mộ phản ứng dữ dội và họ đã bắt đầu những chiến dịch thuyết phục 4Kids phát sóng phiên bản nguyên gốc, không bị cắt sửa Sau đó 4Kids đã phát hành đoạn phim giới thiệu của phiên bản Tokyo Mew Mew ít bị cắt sửa hơn như những người hâm mộ yêu cầu, vì vậy phản ứng của khán giả đã dịu bớt nhưng họ vẫn còn bực bội vì những yếu tố văn hóa Nhật của phim bị thay đổi, họ vẫn mong muốn một phiên bản DVD không bị cắt sửa của phim. Mew Mew Power trở thành loạt anime được phát sóng thành công nhất của 4Kids, là chương trình được đánh giá cao nhất vào đầu mùa thu năm 2005 nhưng phiên bản DVD đã không bao giờ được phát hành ở Bắc Mỹ. Phiên bản tiếng Anh của 4Kids, khác với Tokyo Mew Mew tiếng Nhật, sau đó đã được mua bản quyền phát sóng tại Pháp, châu Mỹ Latin, Úc, Tân Tây Lan, Bồ Đào Nha, Hy Lạp, Nam Phi và Israel.

### Manga
- Trang về Tokyo Mew Mew trên website của Nhà xuất bản Chuangyi Lưu trữ ngày 30 tháng 9 năm 2008 tại Wayback Machine
- Tokyo Mew Mew (manga) tại từ điển bách khoa của Anime News Network
- Tokyo Mew Mew a la Mode (manga) tại từ điển bách khoa của Anime News Network

### Anime
- Trang về Tokyo Mew Mew trên website của Studio Pierrot Lưu trữ ngày 20 tháng 1 năm 2009 tại Wayback Machine (tiếng Nhật)
- Trang Mew Mew Power trên website của đài YTV Lưu trữ ngày 27 tháng 1 năm 2010 tại Wayback Machine
- Tokyo Mew Mew (anime) tại từ điển bách khoa của Anime News Network

### Video game
- Trang về game Hamepane Tōkyō Myū Myū trên website của hãng Nintendo Lưu trữ ngày 21 tháng 10 năm 2012 tại Wayback Machine (tiếng Nhật)